# Натчез (Луїзіана)
Натчез (англ. Natchez) — селище (англ. village) в США, в окрузі Начітош штату Луїзіана. Населення — 489 осіб (2020).

## Географія
Натчез розташований за координатами 31°40′27″ пн. ш. 93°2′44″ зх. д. / 31.67417° пн. ш. 93.04556° зх. д. (31.674069, -93.045496).  За даними Бюро перепису населення США в 2010 році селище мало площу 2,74 км², з яких 2,67 км² — суходіл та 0,07 км² — водойми.

## Демографія
Згідно з переписом 2010 року, у селищі мешкало 597 осіб у 235 домогосподарствах у складі 156 родин. Густота населення становила 218 осіб/км².  Було 291 помешкання (106/км²).
Расовий склад населення:
| - 88,8 % — чорних або афроамериканців - 8,7 % — білих - 0,5 % — корінних американців |

До двох чи більше рас належало 1,5 %. Частка іспаномовних становила 1,8 % від усіх жителів.
За віковим діапазоном населення розподілялося таким чином: 29,8 % — особи молодші 18 років, 57,5 % — особи у віці 18—64 років, 12,7 % — особи у віці 65 років та старші. Медіана віку мешканця становила 34,1 року. На 100 осіб жіночої статі у селищі припадало 97,7 чоловіків;  на 100 жінок у віці від 18 років та старших — 84,6 чоловіків також старших 18 років.
Середній дохід на одне домашнє господарство  становив 33 810 доларів США (медіана — 25 250), а середній дохід на одну сім'ю — 36 221 долар (медіана — 26 406). Медіана доходів становила 26 607 доларів для чоловіків та 32 778 доларів для жінок. За межею бідності перебувало 43,6 % осіб, у тому числі 77,5 % дітей у віці до 18 років та 41,5 % осіб у віці 65 років та старших.
Цивільне працевлаштоване населення становило 192 особи. Основні галузі зайнятості: роздрібна торгівля — 21,4 %, мистецтво, розваги та відпочинок — 15,1 %, транспорт — 13,0 %, публічна адміністрація — 12,5 %.